# Velika začetnica
Vélika začétnica je vélika črka na začetku besede ali skladenjske enote.
V slovenščini uporabljamo veliko začetnico za:
- zaznamovanje začetka povedi (Beseda ni konj.);
- zaznamovanje samostojnih delov povedi:
  - začetek dobesednega navedka (Rekel sem mu: »Ne hodi tja.«);
  - začetek citirane (navedene) povedi v drugi povedi (Njihovo geslo je bilo Skupaj smo močni.);
  - začetek večjih naštevalnih enot (Slovenski pregovori so: Kdor ne dela, naj ne je; Dvakrat premisli, enkrat povej; Osel gre samo enkrat na led ...);
  - začetek neprvega dela razdvojene povedi (Prihaja. Pozno.);
- razločevanje lastnih od občnih imen (Janez, Kovač, Kranj, Slovenija, Zdravljica);
- zaznamovanje svojilnih pridevnikov iz lastnih imen (Blažev, Marijin)
- zaznamovanje izrazov posebnega razmerja ali spoštovanja (Zbrali smo se v spomin našemu Umetniku; Pišem Ti/Vam, da sem prispel ...; Vaše Veličanstvo);
- označevanje določenih simbolov in za njihovo razločevanje od navadnih besed (S za stavek v prim, s s kot predlogom; Sam za samostalnik v prim. z zaimkom sam).

## Začetek povedi
Veliko začetnico pišemo na začetku besedila, v nadaljevanju pa za zaznamovanje vsake nove povedi (za končnimi ločili: piko, vprašajem, klicajem, tripičjem, pomišljajem).
Povedi so tudi javni napisi, naslovi poštnih pošiljk ipd.: Železniška postaja, Dr. Tanja Novak, Dekanat Ekonomske fakultete.
Izjemoma lahko se lahko prva beseda povedi začne z malo začetnico, in sicer če se poved začne:
- s simbolom, oznako ali drugim dogovorjenim pisnim znamenjem (npr. pH; a, A), pri katerem je zapis tudi pomensko razlikovalen:
  - pH vrednost lahko zelo preprosto izmerimo z indikatorskimi lističi.
  - a je v fiziki oznaka za pospešek, A pa oznaka za delo.

- z zaščitenim lastnim imenom (eDavki, iPod, zVem):
  - eDavki so spletni servis za elektronsko poslovanje s Finančno upravo Republike Slovenije.